# 숙박세
숙박세(宿泊稅)는 숙박자가 숙박 시설을 이용할 때 부과되는 세금이다. 객실세, 호텔세, 체류세 등으로 불리기도 한다.

## 나라별 숙박세

### 일본
현재 일본에서는 도쿄도, 오사카부, 교토시 (교토부), 가나자와시 (이시카와현), 굿찬정 (홋카이도), 후쿠오카현, 나가사키시 (나가사키현)가 도입하고 있다.

### 미국
델라웨어주에서는 숙박세 8%를 부과한다.